# Pīnelopī Pavlopoulou
Pīnelopī Pavlopoulou (in greco Πηνελόπη Παυλοπούλου?; Amarousio, 3 marzo 1996) è una cestista greca.

## Carriera
Con la Grecia ha disputato i Campionati mondiali del 2018 e i Campionati europei del 2021.